# Sieben-Linden-Berg
Der Sieben-Linden-Berg oder Lindenberg ist ein bewaldeter Berg südöstlich von Arzberg in Oberfranken. Der Gipfel liegt auf 643 m ü. NHN am Nordwestrand des Kohlwaldes.

## Geschichte
An der Südseite verlief in früheren Jahren eine wichtige Straße nach Eger (Cheb), wovon eine Granitsäule mit Postsymbolen zeugt. Benannt ist der Berg nach sieben Linden, die den Reisenden und Pferden an der Poststation einst Schatten spendeten.
Nach dem Ende des Heiligen Römischen Reiches gehörte der westliche Teil des Kohlwalds zum Königreich Bayern (dort auch als Siebenlindengebirge bezeichnet), weshalb in älteren Publikationen der Sieben-Linden-Berg fälschlicherweise oft als höchster Berg des Kohlwaldes bezeichnet wird.

## Bauwerke

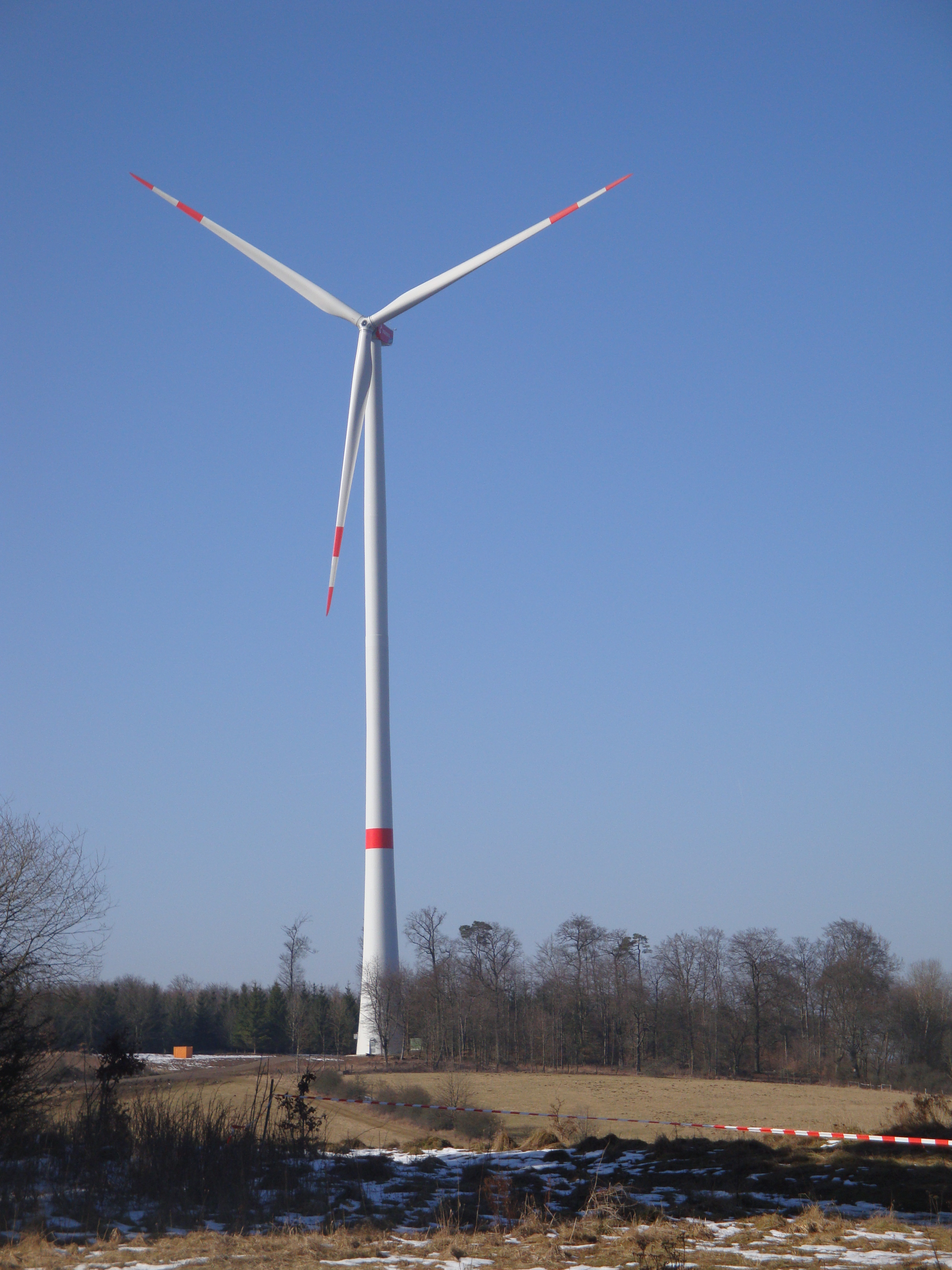
Nordex N117/2400 an einem anderen Standort

Am Nordhang befand sich bis 2018 ein Skilift mit Flutlicht-Anlage. Die Schanzenanlage Klingelbrunnen wurde schon vor längerer Zeit zurückgebaut.
Im Landschaftsschutzgebiet Blausäulenlinie erheben sich 3 Windkraftanlagen des Typs Nordex N117/2400 mit einer Gesamthöhe von je 199 m bei einem Rotordurchmesser von 117 m, wobei 1 Rotorblatt 57 m lang ist und 10,4 Tonnen wiegt. Das Regelarbeitsvermögen pro Anlage und Jahr liegt bei 6,5 Millionen kWh.

## Karten
- Fritsch Wanderkarte 1:50.000, Blatt 52, Naturpark Fichtelgebirge – Steinwald